# Kristo Tohver
Kristo Tohver (* 11. Juni 1981 in Tartu, Estnische SSR, Sowjetunion) ist ein estnischer Fußballschiedsrichter.

## Werdegang

### Fußball
Tohver gab 2001 sein Debüt als Schiedsrichter in der Meistriliiga. Seit 2010 ist er FIFA-Schiedsrichter. Zur Saison 2010/11 pfiff er erste Spiele in der Qualifikation zur UEFA Europa League. Er gehörte in der Folge zu den Schiedsrichtern der U-17-Fußball-Europameisterschaft 2011 in Serbien und leitete dort das Finale zwischen Deutschland und den Niederlanden. Im folgenden Jahr gab er sein Debüt in der Gruppenphase der UEFA Europa League 2012/13 beim Spiel zwischen Molde FK und dem VfB Stuttgart. Bereits vier Wochen zuvor am 7. September 2002 pfiff er das Qualifikationsspiel zur Fußball-Weltmeisterschaft 2014 zwischen Luxemburg und Portugal.
Nachdem er auch bei der U-21-Fußball-Europameisterschaft 2013 als Schiedsrichter aktiv gewesen war, leitete er auch in der Folge weitere Spiele in der Europa League, der Qualifikation zur UEFA Champions League sowie im Rahmen der UEFA Youth League.

### Beruflicher Werdegang
Tohver war 2005 als Projektmanager für die 5. Volleyball-Europameisterschaft der Universitäten beim estnischen Hochschulsportverband und zwischen 2005 und 2006 als Entwicklungsmanager beim Tallinner Black Nights Film Festival tätig. In dieser Zeit war er auch Erasmus-Student an der London City University und studierte dort den Master-Studiengang Arts Management. 2006 war er Projektleiter des Kulturministeriums für Estland als Ehrenland auf der Göteborger Buchmesse 2007 und 2007 Geschäftsführer des Tallinner Black Nights Film Festival. 2007 erwarb er seinen Master in Kulturmanagement an der Estnischen Akademie der Musik.